# Kiss-of-death Packet
Kiss-of-death Packet (KoD) ist ein Begriff aus der Netzwerktechnik und der Informatik, dort speziell aus dem Bereich der Interprozesskommunikation, und bezeichnet eine bestimmte Art eines Datenpakets.

## Anwendungen
- Mit einem KoD teilt der Server dem Client ausdrücklich mit, dass der Dienst verweigert wird und weitere Kommunikationsversuche derzeit sinnlos sind. Der Client wird daraufhin diesen Server für eine gewisse Zeit nicht benutzen. Würde hier KoD nicht eingesetzt, könnte der Server bei Überlastung oder bei Zugriffsbeschränkung gewisse Anfragen ignorieren, was den Client jedoch zu vermehrten Anfragen veranlassen könnte.
- Ein KoD kann bei der Lastverteilung auf mehrere parallele Systeme werden.
- Beim Simple Network Time Protocol (SNTP) sendet der Zeitserver eine Antwort mit dem ungültigen Stratum-Wert „0“, welche dann „Kiss-o'-Death Packets“ genannt werden. In frühen Protokollversionen wurden diese KoD-Pakete verwendet, um den Client anzuweisen das Senden unzulässiger Pakete zu beenden.[1] In der aktuellen Protokoll dienen KoD-Pakete zur Übermittlung besonderer Informationen.[2]